# Маркеев (посёлок)
Маркеев (укр. Маркеєв) — посёлок в Аскания-Новой поселковой общине Каховского района Херсонской области Украины. В 2022 году, во время вторжения России на Украину, село было захвачено. На данный момент находится под оккупацией ВС РФ.
Население по переписи 2001 года составляло 783 человека. Почтовый индекс — 75230. Телефонный код — 5538. Код КОАТУУ — 6525482601.

## Местный совет
75235, Херсонская обл., Чаплинский р-н, пос. Маркеев, ул. Школьная, 11